# Folha escamiforme
Folhas escamiformes são folhas normalmente pequenas, triangulares, algumas vezes sem clorofila, com venação rudimentar. Estão presentes nos caules de diversas espécies vegetais.
Algumas plantas possuem diferentes tipos de folhas escamiformes:
- Casuarinas possuem um círculo de folhas escamiformes secas e aclorofiladas nos nós de seus ramos;
- Samambaias dos gêneros Lycopodium e Sellaginella possuem uma fileira de folhas escamiformes verdes ao longo dos ramos, morfologicamente diferentes das outras folhas, maiores e dispostas lado a lado;
- Os ramos novos de Camélias são cobertos por folhas rudimentares, verdes;
- Cebolas, alhos, e outras plantas bulbosas possuem folhas escamiformes relativamente bem desenvolvidas na porção subterrânea do caule, o bulbo, e se destinam a armazenar amido e outras reservas de energia.

Ver também: Catáfilo